# Saint-Quentin-sur-Charente
För andra betydelser, se Saint-Quentin (olika betydelser).
Saint-Quentin-sur-Charente är en kommun i departementet Charente i regionen Nouvelle-Aquitaine i västra Frankrike. Kommunen ligger  i kantonen Chabanais som ligger i arrondissementet Confolens. År 2022 hade Saint-Quentin-sur-Charente 202 invånare.

## Befolkningsutveckling
Antalet invånare i kommunen Saint-Quentin-sur-Charente
Referens:INSEE